# Zelotibia scobina
Zelotibia scobina Russell-Smith & Murphy, 2005 è un ragno appartenente alla famiglia Gnaphosidae.

## Etimologia
Il nome della specie deriva dal termine latino scobina, che significa raspa, lima, in riferimento all'area increspata della cuticola anteriore dell'epigino femminile, che ha una forma simile ad una lima per falegnami.

## Caratteristiche
L'olotipo maschile rinvenuto ha lunghezza totale è di 4,84mm; la lunghezza del cefalotorace è di 1,84mm; e la larghezza è di 1,44mm.

## Distribuzione
La specie è stata reperita nel Congo centrorientale: l'olotipo maschile è stato rinvenuto nella località di Kilindera Camp, situata sulle pendici nord del monte Ruwenzori, appartenente alla provincia del Kivu Nord.

## Tassonomia
Al 2016 non sono note sottospecie e dal 2005 non sono stati esaminati nuovi esemplari.